# Antydikomarianici
Antydikomarianie zwani także Antymarianami – byli zwolennikami nauk Helwidiusza i Jowiniana żyjącymi pod koniec IV w. w Rzymie. Głosili, że Maryja nie zachowała dziewictwa po urodzeniu Jezusa i miała potem z Józefem kilkoro dzieci. Swoje twierdzenia opierali na takich wersetach z Biblii jak np.: Ewangelia Marka 6,3-4; Ewangelia Mateusza 1,25; 12,46; Ewangelia Jana 2,12; 7,3.5.10.